# Siboniso Gaxa
Siboniso Pa Gaxa (Durban, 6. travnja 1984.) bivši je južnoafrički nogometaš.